# Thelcticopis ajax
Thelcticopis ajax är en spindelart som beskrevs av Pocock 1901. Thelcticopis ajax ingår i släktet Thelcticopis och familjen jättekrabbspindlar. Inga underarter finns listade i Catalogue of Life.